# Бух, Вальтер
Ва́льтер Бух (нем. Walter Buch; 24 октября 1883, Брухзаль, Баден — 12 ноября 1949, Аммерзее) — партийный деятель НСДАП, председатель Высшего партийного суда НСДАП (ноябрь 1927 — май 1945). Рейхсляйтер (2 июня 1933 года — 8 мая 1945 года), обергруппенфюрер СС (9 ноября 1934), группенфюрер СА (18 декабря 1931).

## Биография
Из дворянского рода. Образование получил в гимназиях Констанца и Карлсруэ. С 1902 года — фанненюнкер 114-го (6-го Баденского) пехотного полка «Кайзер Фридрих III»; 27 января 1904 года произведён в лейтенанты. В Первую мировую войну был адъютантом полка командиром роты, батальона. В марте 1918 года произведён в майоры. В сентябре 1918 года был переведён в Военное министерство в Берлине.
После Ноябрьской революции в Германии 20 ноября 1918 года вышел в отставку и вступил в Баденскую организацию бывших военнослужащих. В ноябре 1922 года вступил в НСДАП. С августа 1923 был командиром отрядов СА во Франконии (центр — Нюрнберг). Был участником Пивного путча 8-9 ноября 1923 года в Мюнхене. В конце 1923—1924 году был одним из руководителей полулегальных формирований СА.
В ноябре 1927 года стал председателем Следственно-арбитражного комитета (УШЛА) (нем. Untersuchungs- und Schlichtungs-Ausschuss or USCHLA), который в декабре 1933 года был преобразован в Высший партийный суд (нем. Oberstes Parteigericht; OPG). Основной задачей Высшего партийного суда, как и подчинённых ему нижестоящих судов, было следить за чистотой рядов нацистской партии, рассматривать дела против членов НСДАП, разрешать конфликтные ситуации внутри партии.
С декабря 1928 года являлся депутатом рейхстага от Восточного Ганновера. В то время НСДАП имела в рейхстаге только лишь 12 депутатских мест. Примерно в то же время вступил в СС. 2 сентября 1929 года выдал свою дочь Герду замуж за Мартина Бормана — тогда работника службы страхования в штабе Высшего командования СА. На этой свадьбе свидетелями были Адольф Гитлер и Рудольф Гесс.
Помимо Герды, в семье Буха была ещё одна дочь и двое сыновей.
В 1932 году пытался организовать группу с целью убийства начальника Штаба СА Эрнста Рёма, а 30 июня 1934 года являлся одним из активных участников уничтожения высшего руководства СА в «Мюнхене во время Ночи длинных ножей».
На посту высшего партийного судьи пытался играть роль «совести партии» и вести себя независимо. В конце 1935 года возбудил расследование деятельности гауляйтера и обер-президента Восточной Пруссии Эриха Коха по обвинению в злоупотреблении служебным положением. Но Гитлер тогда приказал прекратить расследование. После этого Бух демонстративно уехал на некоторое время в США. Вернувшись, Бух представил Гитлеру досье на имперского организационного руководителя и вождя Трудового фронта рейхсляйтера Роберта Лея, потребовав его отставки. Летом 1936 года был одним из главных инициаторов (вместе с Мартином Борманом) организации отставки гауляйтера Курмарка и Позена-Восточной Пруссии, обер-президента Бранденбурга Вильгельма Кубе, который распространял слухи в адрес жены Буха (и тёщи Мартина Бормана) в её якобы еврейском происхождении. Причиной инсинуаций Кубе в адрес жены Буха явился проявленный Высшим партийным судом и лично Бухом интерес к личной жизни Кубе и его стилем руководства в гау Курмарк.
После всегерманского еврейского погрома 10 ноября 1938 года (т. н. «Хрустальная ночь») пытался привлечь к ответственности погромщиков и грабителей по линии Высшего партийного суда. Всего тогда было привлечено к ответственности 30 нацистов, 4 исключены из НСДАП, двое понижены в должностях, остальные были освобождены от ответственности. Буху так и не удалось получить от «Гитлера разрешение на возбуждение дел в отношении организаторов и руководителей Хрустальной ночи». После этого он демонстративно отправился в путешествие, теперь уже в Южную Америку.
Между тем, влияние Буха в партии стало падать, и показателем этого в том числе является то, что его зять, начальник Штаба заместителя фюрера Мартин Борман, а также его дочь Герда (жена Бормана) перестали с ним общаться. Тем не менее, на посту председателя Высшего партийного суда Бух оставался до конца войны.
30 апреля 1945 года Бух был арестован американскими войсками и впоследствии приговорён к 5 годам тюремного заключения, включая 3 года рабочих лагерей. В июле 1949 года в ходе очередной волны денацификации его признали «главным преступником» в совершении военных преступлений.
Покончил жизнь самоубийством, перерезав себе вены на запястьях и бросившись в озеро Аммерзе.

## Награды
- Железный крест 1-го класса
- Железный крест 2-го класса
- Почётный крест ветерана войны
- Шеврон старого бойца
- Орден крови
- Почётный знак Кобург
- «Немецкий Олимпийский почётный знак» 2-й степени
- Крест военных заслуг 1-й степени без мечей
- Крест военных заслуг 2-й степени без мечей
- Золотой партийный знак НСДАП
- Кольцо «Мёртвая голова»
- Почётная шпага рейхсфюрера СС